# (54509) YORP
(54509) YORP ist ein erdnaher Asteroid, der am 3. August 2000 vom Team des Lincoln-Institut zur Erforschung erdnaher Asteroiden in Socorro entdeckt wurde. Durch Messungen der Rotationsrate dieses Asteroiden konnte zum ersten Mal der YORP-Effekt beobachtet und bewiesen werden.
Durch ihn steigt die Rotationsgeschwindigkeit des Asteroiden um 2,0 (±0,2) × 10⁻⁴ deg/day².
Simulationen des Asteroiden legen nahe, dass er sich in den nächsten 35 Millionen Jahren in einer stabilen Umlaufbahn um die Sonne befinden wird. Bis dahin wird er eine Rotationsperiode von etwa 20 Sekunden erreicht haben. Die Kräfte, die bei dieser außerordentlich hohen Rotationsgeschwindigkeit auftreten, können dann dazu führen, dass sich die Form des Asteroiden ändert oder dass er dadurch zerbricht. Die Simulationen schlossen zudem aus, dass sich der Anstieg der Rotationsperiode durch die Nähe der Vorbeiflüge an der Erde erklären lässt.